# Eugene Hecht
Eugene Hecht (* 2. Dezember 1931 in New York City) ist ein US-amerikanischer Physiker und Verfasser eines Standardwerks zur Optik.
Hecht studierte an der New York University mit dem Bachelor-Abschluss 1960 und an der Rutgers University mit dem Master-Abschluss 1963. Von 1960 bis 1963 war er bei der Astro-Electronics Abteilung der RCA. Er wurde 1967 an der Adelphi University promoviert, war dort ab 1967 Assistant Professor und ab 1978 Professor.
Neben Optik befasst er sich mit experimenteller Festkörperphysik bei tiefen Temperaturen. Sein Lehrbuch der Optik ist sowohl in Deutschland wie in den USA ein vielfach aufgelegtes Standardwerk.
Er ist seit 1960 verheiratet und hat drei Kinder.

## Schriften
- Optik, 7. Auflage, De Gruyter 2018 ISBN 978-3-110-52665-3 (google.de)
- mit Alfred Zajac: Optics, Addison-Wesley, zuerst 1974